# Izunna Uzochukwu
Izunna Arnest Uzochukwu (11 aprile 1990) è un calciatore nigeriano, centrocampista dell'Odense KS.

## Carriera

### Club
A livello giovanile, Uzochukwu ha giocato per Makbet, Ebedei e Midtjylland. Con quest'ultima maglia, ha esordito in Superligaen in data 14 maggio 2009, subentrando ad Adigun Salami nella vittoria per 2-1 arrivata sull'Aalborg. Il 16 maggio 2010 ha trovato la prima rete nella massima divisione danese, in occasione della vittoria per 3-0 arrivata sul Silkeborg-
Il 14 luglio 2011 ha debuttato nelle competizioni europee per club: è stato schierato titolare nel successo per 1-3 maturato sul campo del The New Saints, sfida valida per i turni preliminari dell'Europa League 2011-2012. Negli anni successivi, ha contribuito alla vittoria di un campionato da parte del Midtjylland (2014-2015).
A luglio 2015, Uzochukwu si è trasferito ai russi dell'Amkar Perm'. Ha esordito in Prem'er-Liga il 26 luglio, schierato titolare nella vittoria per 0-2 arrivata in casa del Rubin Kazan'.
A gennaio 2016 ha fatto ritorno in Danimarca, per giocare nell'Odense. Il 26 febbraio è tornato a calcare i campi da calcio della Superligaen, venendo impiegato da titolare nel pareggio per 2-2 contro l'Aarhus. Il 10 settembre 2017 ha siglato il primo gol in campionato, nel pareggio casalingo per 1-1 contro il Brøndby.
A gennaio 2018, Uzochukwu ha firmato con i cinesi del Meizhou Hakka, compagine militante in League One. Ha esordito con questa casacca l'8 aprile, in occasione della vittoria per 3-1 maturata sul Nei Mongol Zhongyou.
Il 1º aprile 2019 è stato ingaggiato dai norvegesi dell'Aalesund, a cui si è legato con un contratto annuale. Il 22 aprile 2019 ha debuttato in 1. divisjon, sostituendo Niklas Castro nella vittoria per 4-2 sullo Skeid. Ha contribuito alla promozione in Eliteserien della squadra, arrivata al termine di quella stessa stagione, rinnovando poi il contratto col club fino al 31 dicembre 2021.
Il 16 giugno 2020 ha giocato la prima partita nella massima divisione locale, sostituendo Fredrik Carlsen nella sconfitta casalinga per 1-4 subita contro il Molde. L'Aalesund è retrocesso al termine del campionato.
Il 4 gennaio 2021, il club norvegese ha comunicato d'aver rescisso il contratto con il giocatore, con un anno d'anticipo sulla naturale scadenza.

### Nazionale
Il 5 settembre 2015 ha debuttato per la Nigeria, venendo schierato titolare nel pareggio per 0-0 contro la Tanzania.

## Statistiche

### Presenze e reti nei club
Statistiche aggiornate al 7 marzo 2021.
| Stagione           | Club               | Campionato         | Campionato | Campionato | Coppe nazionali | Coppe nazionali | Coppe nazionali | Coppe continentali | Coppe continentali | Coppe continentali | Supercoppe | Supercoppe | Supercoppe | Totale | Totale |
| Stagione           | Club               | Comp               | Pres       | Reti       | Comp            | Pres            | Reti            | Comp               | Pres               | Reti               | Comp       | Pres       | Reti       | Pres   | Reti   |
| ------------------ | ------------------ | ------------------ | ---------- | ---------- | --------------- | --------------- | --------------- | ------------------ | ------------------ | ------------------ | ---------- | ---------- | ---------- | ------ | ------ |
| 2008-2009          | Midtjylland        | SL                 | 2          | 0          | CD              | ?               | ?               | -                  | -                  | -                  | -          | -          | -          | 2+     | 0+     |
| 2009-2010          | Midtjylland        | SL                 | 21         | 1          | CD              | 4+              | 0+              | -                  | -                  | -                  | -          | -          | -          | 25+    | 1+     |
| 2010-2011          | Midtjylland        | SL                 | 30         | 2          | CD              | 4+              | 0+              | -                  | -                  | -                  | -          | -          | -          | 34+    | 2+     |
| 2011-2012          | Midtjylland        | SL                 | 30         | 0          | CD              | 1+              | 0+              | UEL                | 4                  | 0                  | -          | -          | -          | 35+    | 0+     |
| 2012-2013          | Midtjylland        | SL                 | 26         | 0          | CD              | 2+              | 0+              | UEL                | 2                  | 0                  | -          | -          | -          | 30+    | 0+     |
| 2013-2014          | Midtjylland        | SL                 | 19         | 1          | CD              | 3               | 1               | -                  | -                  | -                  | -          | -          | -          | 22     | 2      |
| 2014-2015          | Midtjylland        | SL                 | 22         | 0          | CD              | 1               | 0               | UEL                | 2                  | 0                  | -          | -          | -          | 25     | 0      |
| Totale Midtjylland | Totale Midtjylland | Totale Midtjylland | 150        | 4          |                 | 15+             | 1+              |                    | 8                  | 0                  |            | -          | -          | 173+   | 5+     |
| 2015-gen. 2016     | Amkar Perm'        | PL                 | 9          | 0          | CR              | 2               | 0               | -                  | -                  | -                  | -          | -          | -          | 11     | 0      |
| gen.-giu. 2016     | Odense             | SL                 | 14         | 0          | CD              | -               | -               | -                  | -                  | -                  | -          | -          | -          | 14     | 0      |
| 2016-2017          | Odense             | SL                 | 24         | 0          | CD              | 2               | 0               | -                  | -                  | -                  | -          | -          | -          | 26     | 0      |
| 2017-gen. 2018     | Odense             | SL                 | 14         | 1          | CD              | 2               | 0               | -                  | -                  | -                  | -          | -          | -          | 16     | 1      |
| Totale Odense      | Totale Odense      | Totale Odense      | 52         | 1          |                 | 4               | 0               |                    | -                  | -                  |            | -          | -          | 56     | 1      |
| 2018               | Meizhou Hakka      | CL1                | 8          | 0          | CC              | 0               | 0               | -                  | -                  | -                  | -          | -          | -          | 8      | 0      |
| 2019               | Aalesund           | 1D                 | 12         | 0          | CN              | 3               | 0               | -                  | -                  | -                  | -          | -          | -          | 12     | 0      |
| 2020               | Aalesund           | ES                 | 24         | 0          | -               | -               | -               | -                  | -                  | -                  | -          | -          | -          | 24     | 0      |
| Totale Aalesund    | Totale Aalesund    | Totale Aalesund    | 36         | 0          |                 | 3               | 0               |                    | -                  | -                  |            | -          | -          | 39     | 0      |
| Totale             | Totale             | Totale             | 255        | 5          |                 | 24+             | 1+              |                    | 8                  | 0                  |            | -          | -          | 287+   | 6+     |

## Palmarès

### Club

#### Competizioni nazionali
- Campionato danese: 1

Midtjylland: 2014-2015